# Fondo de Garantía de Sustentabilidad
El Fondo de Garantía de Sustentabilidad (también conocido por su sigla FGS) es un fondo soberano de inversión argentino, compuesto por diversos tipos de activos financieros, y es parte del Sistema Integrado Previsional Argentino.
Las inversiones del FGS procuran promover el crecimiento económico, generar más empleos y evitar la especulación financiera. El rendimiento de los activos ha sido utilizado como fuente de financiamiento para programas de seguridad social, incluyendo Conectar Igualdad y PRO.CRE.AR, entre otros.

## Misión
Los objetivos del FGS son:
1. Atenuar el impacto financiero que sobre el régimen provisional público pudiera ejercer la evolución negativa de variables económicas y sociales.
2. Constituirse como fondo de reserva a fin de instrumentar una adecuada inversión de los excedentes financieros del régimen previsional público garantizando el carácter provisional de los mismos.
3. Contribuir a la preservación del valor y/o rentabilidad de los recursos del Fondo.
4. Atender eventuales insuficiencias en el financiamiento del régimen previsional público a efectos de preservar la cuantía de las prestaciones provisionales.
5. Procurar contribuir, con la aplicación de sus recursos, de acuerdo a criterios de seguridad y rentabilidad adecuados, al desarrollo sustentable de la economía nacional, a los efectos de garantizar el círculo virtuoso entre el crecimiento económico sostenible, el incremento de los recursos destinados al Sistema Integrado Previsional Argentino (SIPA) y la preservación de los activos de dicho Fondo.

## Historia
En septiembre de 2001 el presidente Fernando de la Rúa acordó con funcionarios del Fondo Monetario Internacional (FMI), la sanción del decreto de necesidad y urgencia que impuso la reforma previsional. El 6 de enero de 2001, la ministra Patricia Bullrich convocaba a reformar 400 convenios amparada en la Ley de Reforma Laboral que eliminaba todas las asignaciones familiares a los trabajadores que cobraran más de mil pesos de sueldo. La reforma estableció la reducción del 13 % a los haberes de los trabajadores estatales y de las jubilaciones. El 6 de enero de 2001, Bullrich convocaba a reformar 400 convenios amparada en la ley Banelco que  eliminaba todas las asignaciones familiares a los trabajadores que cobraran más de mil pesos de sueldo. Impulsó un plan de «transparencia sindical», que incluía entre otros puntos la obligación de presentar declaraciones juradas de ingresos por parte de los dirigentes gremiales. Tras el decretó de De la Rúa Patricia Bullrich, posteriormente ministra de Mauricio Macri  estableció la reducción del 13 % a los haberes de los trabajadores estatales y de las jubilaciones,. La reforma previsional del radicalismo tuvo como consecuencia la denuncia penal a los funcionarios del FMI, a quienes se los demandó por presunta “extorsión” a raíz de, se señaló, “querer disciplinar y someter a los funcionarios del gobierno argentino, incluidos los jueces” y la imputacion de Fernando de la Rúa y sus ministros por los delitos de “abuso de autoridad, malversación de caudales públicos, y desobediencia” por la reforma del Sistema Previsional decretada el 29 de diciembre de 2000.

### Creación del Fondo de Garantía de Sustentabilidad
El 4 de diciembre de 2008 se promulgó la Ley 26.425 que en su artículo primero dispone la unificación del Sistema Integrado de Jubilaciones y Pensiones en un único régimen previsional público denominado Sistema Integrado Previsional Argentino (SIPA). Las disposiciones reglamentarias terminaron de configurar el nuevo sistema y el total de los fondos administrados por las AFJP se traspasaron en especie al FGS, el cual redefine su denominación: Fondo de Garantía de Sustentabilidad del Sistema Integrado Previsional Argentino. El FGS está compuesto por diversos tipos de activos financieros. En el momento del traspaso, 5 de diciembre de 2008, estaba valuado en 98 224 millones de pesos; a diciembre de 2012, su valuación asciende a 244 700 millones de pesos.
Según diversos estudios, la nacionalización del sistema previsional y la estatización de los fondos de las AFJP permitió una administración de los recursos más transparente generando resultados positivos, incrementando los recursos e incluyendo más personas al sistema previsional. Desde su estatización se dio un crecimiento de las inversiones del Fondo de Garantía de Sustentabilidad que pasó de $ 98.083 millones en  2008 (último año privado) a $ 482.660 millones en 31 de octubre de 2014, significando un crecimiento del 392,1%. Asimismo el capital del Fondo de Garantía de Sustentabilidad se había duplicado desde la estatización de las AFJP y el fondo para resguardar el pago de jubilaciones superó los 200 mil millones de pesos. La cifra es más del doble de lo que habían acumulado las AFJP cuando dejaron de operar en diciembre de 2008. Catorce años de administración privada de los aportes provisionales concluyeron con un saldo de 98.224 millones de pesos, mientras que, en menos de dos años, el Estado logró más que duplicar ese monto, que en aquel momento llegó a 201.027 millones de pesos.
El FGS acumuló, para el año 2013, un total de 280.567 millones de pesos. El monto del FGS, un stock que el Gobierno concibe como reaseguro del sistema de seguridad social, se triplicó desde la estatización y trepó hasta los  $ 482.660 millones en 31 de octubre de 2014, un crecimiento del 392,1%.
En cuanto al número de afiliados, gracias a la ley 25.994, dictada por la presidenta argentina Cristina Fernández de Kirchner, se incorporaron al sistema previsional más de 2,5 millones de personas que hasta entonces estaban excluidas de la cobertura. En 2003, durante el régimen privado había 3,5 millones de jubilados y pensionados, y se destinaba un 4,5 % del PBI a jubilaciones. En los últimos cinco años, el universo de jubilados pasó de 3,2 millones a 5,6 millones bajo el sistema estatal Argentina alcanzó en 2015 los niveles de cobertura jubilatoria más altos de América Latina. Un informe del Banco Mundial destacó la política de protección social al señalar que el haber jubilatorio mínimo es equivalente a 442 dólares, es el más alto de toda América Latina.

### Gestión 2016-2019
En diciembre de 2015 el presidente Mauricio Macri nombra a Emilio Basavilbaso al frente de la Ansés.
El 30 de diciembre de 2016 el presidente Mauricio Macri y la vicepresidenta Gabriela Michetti, así como otros funcionarios del gobierno argentino, fueron imputados por la fiscal Paloma Ochoa por la eventual comisión de los delitos de otorgamiento de actos irregulares o indebidos, estafas y defraudaciones, administración fraudulenta  y negociaciones incompatibles con el ejercicio de funciones públicas en perjuicio al erario público, como partícipes de la firma de un memorandum con Catar de noviembre de 2016, creando un fondo de inversión por 1.300 millones de dólares estadounidenses, con una «estructura offshore», para la administración del Fondo de Garantía de Sustentabilidad de la ANSES. El juez que dirige la investigación es Daniel Rafecas.
Para agosto de 2018 bajo la gestión de Basavilbaso el Fondo de Garantía de Sustentabilidad registró una pérdida de 29 mil millones de dólares en un año, una caída patrimonial del 55 por ciento. En octubre de 2019 se informó que el FGS había perdido el 70% de su valor desde diciembre de 2015, pasando de u$s67 mil millones a unos u$s22 mil millones.

## Inversiones
Entre los activos que maneja se encuentran títulos públicos, acciones de empresas, tenencias de plazos fijos, obligaciones negociables, fondos comunes de inversión, valores representativos de deuda emitidos en el marco de fideicomisos y cédulas hipotecarias. 
Criterios de inversión:
- Seguridad
- Rentabilidad
- Sustentabilidad

## Administración
El director ejecutivo de la Anses (Administración Nacional de la Seguridad Social) delega la administración del FGS en el subdirector de operaciones y con la asistencia del Comité Ejecutivo, que está integrado por los Secretarios de Finanzas, Hacienda y Política Económica del Ministerio de Economía y Finanzas Públicas validan lo actuado. Adicionalmente, el Subdirector de Operación del FGS de Anses es el secretario ejecutivo del comité y es quien tiene la responsabilidad de administrar el fondo.  Actualmente dicha función la ejerce Fernando Bearzi y durante su gestión el fondo ha tenido el mayor crecimiento en nocionales y porcentajes de toda la historia.

### Comité Ejecutivo
Se puede observar el listado de autoridades que conforman el comité ejecutivo en las actas realizadas. Por ejemplo la primera acta es realizada por Amado Boudou, Hernán Lorenzino, Martín Abeles y Juan Carlos Pezoa.

### Control
El FGS está sujeto a distintos organismos encargados de realizar la Auditoría y el monitoreo del manejo de los fondos que integran su cartera. Entre ellos, el Consejo del FGS ―que incluye representantes de trabajadores, jubilados, empresarios, legisladores, Jefatura de Gabinete y la Anses―, la Comisión Bicameral de Control de los Fondos de la Seguridad Social del Congreso de la Nación, la Gerencia de Control del FGS, la Unidad de Auditoría Interna de la Anses, la Sindicatura General de la Nación, la Auditoría General de la Nación y la Defensoría del Pueblo de la Nación.

## Controversias
En 2024  Federico D’Angelo Campos. y a Alberto Fernández denunciaron maniobras con los «Créditos Anses» junto con el exministro de Finanzas, Luis Caputo; y otros dos exfuncionarios que condujeron el Fondo de Garantía de Sustentabilidad (FGS) se investigaron operaciones de lavado de activos con los activos financieros del Fondo de Garantía de Sustentabilidad de la Anses. vinculados al director operativo del FGS los haberes previsionales fue del 44%. Resultando una pérdida del 30 por ciento del poder adquisitivo.